# Dillon Brooks
Dillon Brooks (ur. 22 stycznia 1996 w Mississauga) – kanadyjski koszykarz, występujący na pozycji niskiego skrzydłowego, od 2023 zawodnik Houston Rockets.
8 lipca 2023 trafił w wyniku wymiany do Houston Rockets.

## Osiągnięcia
Stan na 20 września 2023, na podstawie, o ile nie zaznaczono inaczej.

### NCAA
- Uczestnik:
  - NCAA Final Four (2017)
  - rozgrywek Elite Eight turnieju NCAA (2016, 2017)
  - II rundy turnieju NCAA (2015–2017)
- Mistrz 
  - turnieju konferencji Pac-12 (2016)
  - sezonu zasadniczego Pac-12 (2016, 2017)
- Zawodnik roku konferencji Pac-12 (2017)[5]
- Zaliczony do:
  - I składu:
    - Pac-12 (2016, 2017)
    - najlepszych zawodników pierwszorocznych Pac-12 (2015)
    - turnieju:
      - Pac-12 (2016, 2017)
      - Legends Classic (2015)
      - Progressive Legends Classic (2015)

  - II składu All-American (2017)
  - III składu All-American (2016 przez Sporting News)
- Lider konferencji Pac-12 w liczbie celnych (231) i oddanych (492) rzutów z gry (2016)[6]

### NBA
- Zaliczony do II składu defensywnego NBA (2023)[7]
- Uczestnik Rising Stars Challenge (2018)

### Reprezentacja
Seniorska
- Wicemistrz igrzysk panamerykańskich (2015)
- Brązowy medalista mistrzostw świata (2023)[8]
- Uczestnik kwalifikacji olimpijskich (2016 – 2. miejsce)
- Najlepszy defensywny zawodnik mistrzostw świata (2023)[9]

Młodzieżowe
- Wicemistrz Ameryki U–18 (2014)
- Uczestnik:
  - mistrzostw świata U–19 (2015 – 5. miejsce)
  - turnieju:
    - Adidas Nations (2014 – 6. miejsce)
    - Nike Global Challenge (2013 – 7. miejsce)